# Bonamia subsessilis
Bonamia subsessilis är en vindeväxtart som beskrevs av Hassler. Bonamia subsessilis ingår i släktet Bonamia och familjen vindeväxter. Inga underarter finns listade i Catalogue of Life.